# Austrolimnophila (Austrolimnophila) deltoides
Austrolimnophila (Austrolimnophila) deltoides is een tweevleugelige uit de familie steltmuggen (Limoniidae). De soort komt voor in het Afrotropisch gebied.